# Districtul Anse Boileau
Anse Boileau este un district  în Seychelles, situat pe insula Mahé.